# Charles Courvoisier
Charles Courvoisier, född den 12 november 1846 i Basel, död den 31 januari 1908 i Liverpool, var en schweizisk violinpedagog.
Courvoisier var lärjunge till Joseph Joachim och först verksam i Frankfurt am Main, från 1875 i Düsseldorf som dirigent. År 1885 överflyttade han till Liverpool, där han särskilt verkade som sångpedagog. Courvoisier utgav en violinskola och Die Violintechnik (1878). Som kompositör skrev han särskilt för violin men har även efterlämnat en symfoni, två ouvertyrer och en del sånger för manskör samt en klavertrio.